# Alcmeònides
Els alcmeònides (grec antic: Ἀλκμαιωνίδαι, llatí: Alcmaeonidae) eren un família noble d'Atenes, una branca dels Neleides o descendents de Neleu (l'heroi fill de Posidó), que van ocupar un paper destacat a la història d'Atenes del 1100 aC al 400 aC. Els Neleides van ser expulsats de Pilos (Messènia) pels doris, vers el 1100 aC i es van establir a Atenes on el cap de la família, Melant, va esdevenir rei, i Alcmeó, representant de la branca segona va originar la família. Suposadament Alcmeó era rebesnet de Nèstor. El càrrec d'arcont de per vida que va existir a Atenes va correspondre en general a la família de Medont i només apareix dues vegades vinculat als Alcmeònides, però no se sap si eren autèntics o venien de la família per part de mare.
Els principals membres de la família foren:
- Alcmeó, fundador de la família vers el 1100 aC
- Mègacles, sisè arcont perpetu d'Atenes.
- Alcmeó, últim arcont perpetu d'Atenes (755 aC-753 aC).
- Mègacles, arcont el 612 aC, que va ser culpable de sacrilegi pel tractament als insurgents sota Ciló. Es va demanar l'expulsió de la família i Soló, segurament per poder introduir les seves reformes, els va aconsellar de sotmetre la causa a un tribunal de 300 nobles; el tribunal els va expulsar d'Atenes i van haver de marxar a Fòcida vers el 596 aC.
  - Alcmeó, fill de l'anterior, que va assistir a una ambaixada del rei Cressos de Lídia, i aquest rei el va cobrir d'or, d'on arranca la fortuna de la família (vers 590 aC).
    - Mègacles, fill de l'anterior i oponent de Pisístrat, casat amb Agarista, filla de Clístenes, tirà de Sició. Aprofitant la divisió política a Atenes van donar suport a Licurg, i van poder tornar. Poc després van expulsar a Pisístrat (559 aC) que havia arribat feia poc al govern, però al cap de cinc anys Pisístrat i Mègacles es van reconciliar i Pisístrat es va casar amb la filla de Mègacles, i fou restaurat en el govern. El maltractament de Pisístrat a la seva dona va produir el seu enderrocament pels alcmeònides; durant uns anys Pisístrat va reunir un exèrcit amb el qual va envair Àtica i va derrotar els alcmeònides que foren enviats a l'exili. A la mort d'Hiparc els alcmeònides van obtenir la fortalesa de Lipsidicion, a la frontera, i van intentar recuperar el poder però van ser derrotats per Hípies. El 548 aC el temple d'Apol·lo a Delfos fou incendiat i els Alcmeònides es van oferir al consell amfictiònic per restaurar-lo i el van fer molt millor del que podia esperar-se, el que els va fer molt populars. Llavors van acusar al Pisistràtides d'haver provocat el foc. L'oracle els va afavorir doncs quan fou consultat per Esparta una vegada i una altra va donar la mateixa resposta: s'havia de restaurar la llibertat d'Atenes; així que els espartans van enderrocar a Hípies i van retornar el poder als Alcmeònides el 510 aC que llavors eren dirigits per Clístenes.
    - Mègacles i Agarista van tenir tres fills:
      - Clístenes el reformador. Pare de:
        - Mègacles, guanyador als jocs pitis, que fou el pare de Dinòmaca, que es va casar dues vegades: amb Clínies, comandant d'un trirrem a la batalla d'Artemísion el 480 aC; i amb Hipònic, un dels comandants a la batalla de Tanagra el 426 aC.
        - Clínies, el comandant de trirrem, era també un alcmeònida, fill d'Alcibíades, germà d'Axíloc i pare de:
          - Alcibíades, home d'estat; i de
          - Clínies.

      - Cèsira (casada amb Pisístrat); i
      - Hipòcrates. Aquest fou el pare de :
        - Mègacles (fill d'Hipòcrates), fill d'Hipòcrates.[1] Aquest fou pare de
          - Euriptòlem fou pare de
            - Isòdice, casada amb Cimó II.

        - Agarista o Agariste es va casar amb Xàntip i va tenir dos fills:
          - Pèricles, l'home d'estat; Fou pare de 
            - Paralus i
            - Xantip el Jove

          - Arífron
- Hipònic, comandant a Tanagra, fou pare de Càl·lies el ric.